# Maroussia Klimova
Pour les articles homonymes, voir Klimova.
Maroussia Klimova (en russe : Маруся Климова) de son vrai nom Tatiana Nikolaïevna Kondratovitch (Татьяна Николаевна Кондратович), née le 14 janvier 1961, est écrivain et traductrice. Chevalier de l'ordre des Arts et des Lettres (2006). 

## Carrière
L’une des représentantes les plus marquantes de contre-culture dans la littérature russe moderne. L’œuvre de Maroussia Klimova réunit en soi de manière paradoxale l’ironie post-moderne, l’immoralisme, la misanthropie et l’adhésion au culte de la beauté pure et du génie dans un esprit de décadence de l’époque Art nouveau. Dans sa jeunesse, elle a été liée à la culture underground de Leningrad. Au début des années 1990, elle a vécu à Paris.
Ses livres Sang bleu (1996), Maison à Bois-Colombes (1998), Récits du marin (1999), Bêtes blondes (2001), décrivent, avec une sobriété rare dans la littérature russe d'aujourd'hui, les milieux de l'underground de l'après perestroika. Les portraits des nouveaux dandys et travelos russes  changeant facilement ses masques et toilettes créés par l’écrivain correspondent très bien à l’atmosphère du carnaval universel de ces années-là, ayant fait marquer le changement rapide des identifications sociales.  Dans son livre Mon histoire de la littérature russe (2004), elle essaie d’analyser les œuvres des écrivains russes et la façon dont ils ont influencé la conscience des gens en Russie. Le livre, abondant en opinions et estimations paradoxales et extrêmement subjectives, a provoqué un tollé général dans le milieu des lecteurs et a fait l’un des événements les plus scandaleux de la littérature russe de la dernière période de dix ans. 
Elle a organisé et animé, en Russie, de nombreux colloques sur la littérature française du XXe siècle.  Elle est aussi l’auteur des livres Céline en Russie (recherches et études), Les Rencontres de Paris (recueil des entretiens avec les écrivains français). Elle a organisé un festival de la « décadence » Nuits Noires à Saint-Pétersbourg où elle habite et travaille. Rédactrice en chef de la revue littéraire D’Anthès, du nom de l’aristocrate français Georges d’Anthès, qui a tué en duel le poète russe Pouchkine. Les œuvres de Maroussia Klimova sont publiées en français, en allemand, en anglais, en estonien, en serbe et en italien. 

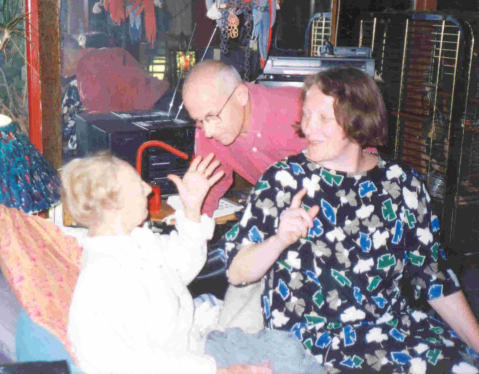
Maroussia Klimova avec la veuve de Céline, Lucette Destouches, et François Gibault en 1995.

Traductrice et spécialiste de l'œuvre de Céline (Mort à crédit, D'un château l'autre, Nord, Rigodon, Entretiens avec le professeur Y, L'Église, Progrès), de Bataille (Histoire de l'œil), de Genet (Querelle de Brest), de Monique Wittig (Le Corps lesbien) et de Guyotat (Éden, Éden, Éden, Prostitution, Coma, Le Livre), Michel Foucault (Herculine Barbin dite Alexina B), Pierre Louÿs, etc. 
En 2006, Maroussia Klimova a été décorée de l’ordre des Arts et des Lettres.

## Œuvres
- Sang bleu (Golubaia krov') (1996)
- La Petite Maison de Bois-Colombes (Domik v Bua-Colomb) (1998)
- Bêtes blondes (Belokury'e bestii) (2001)
- Récits du marin (Morskie raskazy) (1999)
- Céline en Russie (Céline v Rossii) (2000)
- Mon histoire de la littérature russe (Moja istoria ruskoj literatury) (2004)
- Rencontres de Paris (Parizskie vstrechy) (2004)
- Ma théorie de la littérature (Moja teoria literatury) (2009)
- Portrait de l'artiste en jeune femme (Portret hudojnitzy v junosti) (2012)
- Obscurité insensée  (Bezumnaja mgla) (2013)
- Le profil d’Hölderlin sur le pied du poète anglais (Profil' Gel'derlina na noge anglijskogo poeta)(2016)
- Froid et étrangeté (Kholod i otchujdenie)(2019)